# All I Need (Air)
All I Need è un brano musicale del gruppo musicale di musica elettronica francese Air, pubblicato come singolo il 9 novembre 1998 dall'etichetta discografica Source (Virgin).

## Il brano
Il brano è stato scritto da Beth Hirsch, Nicolas Godin e Jean-Benoît Dunckel. Godin e Dunckel, componenti del gruppo, sono anche i produttori, mentre Beth Hirsch ha inciso la parte vocale di questo brano e di You Make It Easy, contenuti all'interno dell'album di debutto, Moon Safari. Si tratta di un brano musicale dalle sonorità dream pop.

## Il singolo
È stato estratto come terzo e ultimo singolo dall'album di debutto degli Air, Moon Safari, ed è stato pubblicato il 9 novembre 1998. Ha ottenuto un buon riscontro di critica e di vendita. Nel 2008 il brano è stato ripubblicato all'interno di una riedizione speciale dell'album del quale faceva parte in occasione del decennale dalla sua pubblicazione, confermando a dieci anni distanza le recensioni positive.

## Tracce
CD-Maxi (Source / Virgin 8953422 / EAN 0724389534221)
1. All I Need (Edit) – 3:59
2. Kelly Watch the Stars (Moog Cookbook Remix) – 5:39
3. Kelly Watch the Stars (American Girls Remix) – 5:39

## Crediti e formazione
I crediti del brano sono tratti dalla copertina del CD singolo.
Mastering
- The Exchange, Londra

Mixaggio
- Plus XX Studios, Parigi

Registrazione
- Registrato all'"Around the Golf" e al Gang, Parigi
- Archi registrati agli Abbey Road Studios, Londra

Formazione
- Patrick Woodcock - chitarra acustica
- Jean-Benoît Dunckel - organo, sintetizzatore Korg MS-20, Fender Rhodes, pianoforte elettrico Wurlitzer, produzione, registrazione, scrittura
- Nicolas Godin - chitarra acustica, basso, sintetizzatori Korg MS-20, Minimoog e ARP String Synthesizer, tamburi, organo, produzione, registrazione, scrittura
- Beth Hirsch - Scrittura, voce
- Stéphane "Alf" Briat - mixaggio, registrazione
- Jérôme Blondel - mixaggio
- Peter Cobbin - registrazione degli archi
- Nilesh Patel - mastering
- Jérôme Kerner - registrazioni aggiuntive

## Classifiche
| Classifica (1998-1999) | Posizione raggiunta |
| ---------------------- | ------------------- |
| Paesi Bassi            | 23                  |
| Regno Unito            | 29                  |
| Australia              | 83                  |